# Andile Mbanjwa
Andile Mbanjwa, né le 30 mars 1998, est un footballeur international sud-africain. Il évolue actuellement à Richards Bay FC comme gardien de but.

## Biographie

### En club

#### Mthatha Bucks
Formé à Bidvest Wits, il commence sa carrière professionnelle en 2017 avec Mthatha Bucks en National Fist Division. Siya Mngoma étant le gardien titulaire, il se partage le rôle de doublure avec Luvo Nkala. Fin novembre 2017, Mngoma se blesse et voit sa saison prendre fin. Mbanjwa en profite pour faire quelques apparitions. La première a lieu le 3 décembre 2017, face à Mbombela United (défaite 2-1). En janvier, Olivier Kwizera arrive de Free State Stars sous forme de prêt et prend la place de titulaire jusqu'à l'issue du championnat. Mbanjwa compte 7 apparitions toutes compétitions confondues pour sa première saison et quitte le club qui termine lanterne rouge.

#### Richards Bay
Il reste en National Fist Division puisqu'il s'engage avec Richards Bay à l'été 2018. Il est alors la doublure de Xolani Ngcobo. Il joue son premier match sous ses nouvelles couleurs le 13 avril 2019, face à Ubuntu Cape Town (défaite 5-0). 
En juillet 2019, Richards Bay et Real Kings échangent leur gardien Xolani Ngcobo et Dumsani Msibi. Mbanjwa est donc numéro deux dans un premier temps. En octobre, il prend la place de titulaire reléguant Msibi sur le banc jusqu'à son départ en janvier. Malheureusement pour Mbanjwa, ce départ coïncide avec l'arrivée de Malcolm Jacobs en provennace d'Ubuntu Cape Town. Ce dernier est nommé gardien numéro un dès son arrivée.

### En sélection
Il reçoit sa première sélection en équipe d'Afrique du Sud le 4 août 2019, lors des qualifications du Championnat d'Afrique des nations 2020 contre le Lesotho (défaite 3-0). 